# Piękna przyjaźń
Piękna przyjaźń (tyt. oryg. A Beautiful Friendship) – pierwszy tom cyklu Królestwo Manticore amerykańskiego pisarza Davida Webera, osadzony w uniwersum Honorverse.
Powieść jest rozwinięciem opowiadania Piękna Przyjaźń ze zbioru opowiadań Więcej niż Honor. Jej akcja dzieje się około trzysta lat przed rozpoczęciem się akcji głównego cyklu o Honor Harrington. Opowiada o początkach kontaktu ludzi z rasą treecatów oraz o przodkini Honor, Stephanie Harrington. W całości dzieje się na planecie Sphinx.

## Fabuła
Stephanie Harrington przed niecałym rokiem przeprowadziła się z rodzicami na planetę Sphinx i powoli przystosowuje się do życia w nowym miejscu. Fascynuje ją zwłaszcza las w pobliżu ich domu, jednak rodzice kategorycznie zabraniają jej wycieczek, ponieważ żyje tam drapieżny, niebezpieczny dla ludzi gatunek - hexapuma.
W lasach Sphinxa żyją grupy treecatów, nieodkrytego przez ludzi, inteligentnego gatunku. Niedawno odkryły one, że uprawiany przez ludzi seler jest znakomitym substytutem rzadkich jagód, wzmacniających naturalną telepatię ich gatunku. Rozpoczyna się seria kradzieży z ludzkich cieplarni, która zostaje okrzyknięta Zagadką Znikającego Selera. Podczas gdy mieszkańcy Sphinxa usiłują odkryć powód znikania rośliny, Stephanie opracowuje system, który pozwoli jej wykryć intruzów. Tej samej nocy, której po raz pierwszy testuje ona swój system, treecat Wspinający Się Szybko decyduje się okraść cieplarnię Harringtonów.

## Główne postaci

### Ludzie
- Stephanie Harrington – główna bohaterka powieści, w momencie jej rozpoczęcia ma jedenaście lat. Pochodzi z planety Meyerdahl, dzięki czemu jest mutantem, zmodyfikowanym genetycznie do warunków zwiększonej grawitacji panującej zarówno na Meyerdahlu, jak i Sphinxie. Jest ponadprzeciętnie inteligentna, co utrudnia jej kontakty z rówieśnikami. Sama do takich kontaktów nie dąży, lepiej rozmawia jej się ze starszymi osobami. Ma niski wzrost - niecałe sto czterdzieści centymetrów. Uwielbia latać na lotni. Jej rodzicami są weterynarz Richard Harrington i ksenobotanik Marjorie Harrington.
- Karl Zivonik – sąsiad i przyjaciel Stephanie, starszy od niej o trzy lata. Znaczna część jego rodziny zginęła podczas zarazy, która kilkadziesiąt lat wcześniej przeszła przez Gwiezdne Królestwo. Z tego powodu jest nieco zamknięty w sobie i rzadko nawiązuje znajomości. W przyszłości chce zostać członkiem Straży Leśnej Sphinxa.
- Scott McDallan – lekarz pracujący w rejonie, w którym mieszkają Harringtonowie i Zivonicy, przeprowadził się na Sphinxa z planety Halakon po zarazie. Po swojej babci odziedziczył słabe zdolności odczuwania emocji innych, co sprawia, że jest w stanie w ograniczonym stopniu kontaktować się z treecatami. Bywa melancholijny i zamknięty w sobie, zdarzają mu się okresy milczenia. Jest zaręczony z Iriną Kisajevną, ciotką Karla.

### Treecaty
W nawiasach podano imiona nadane im przez ludzi.
- Wspinający Się Szybko (Lionheart) – myśliwy klanu Jasnej Wody, grupy treecatów mieszkającej w pobliżu domu Harringtonów. Intrygują go ludzie i często wymyka się, by ich obserwować. Jest jednym ze zwolenników nawiązania z nimi kontaktu, z czym nie zgadza się znaczna część klanu. Jako pierwszy treecat adoptował człowieka (nawiązał z nim mentalną więź) – Stephanie Harrington.
- Uderzający Mocno (Fisher) – treecat z klanu Śmiejącej Się Rzeki, zajmujący się łowieniem ryb. Podobnie jak Wspinający Się Szybko, interesują go ludzie, jednak nie tak bardzo, jak Lionhearta - nie mieszka w pobliżu żadnego siedliska ludzkiego. Adoptował Scotta McDallana, gdy uratował mu życie na wyprawie rybackiej. Oboje lubią wędkować.
- Śpiewająca Jasno (Morgana) – treecat klanu Jasnej Wody, siostra Wspinającego Się Szybko. Jest śpiewającą wspomnienia, członkinią klanu zdolną zapamiętywać i przekazywać wspomnienia innych. Uchodzi za głos rozsądku w klanie. Popiera zwolenników nawiązania kontaktu z ludźmi[2].